# ワクシニアウイルス
ワクシニアウイルスまたはワクチニアウイルス（Vaccinia virus, VACVまたはVV）は、ポックスウイルス科に属するエンベロープを持ったウイルスである。約19万塩基対の直鎖状二本鎖DNAのゲノムを持ち、約250の遺伝子がコードされている。ビリオンの大きさはおよそ 360 × 270 × 250 nm、重さは約 5–10 fg である。ワクシニアウイルスは現代の天然痘ワクチンの起源であり、1958年から1977年の世界的な予防接種キャンペーンで天然痘を根絶するために世界保健機関が使用したもの。天然痘ウイルスはもはや野生には存在しないが、ワクシニアウイルスは遺伝子治療と遺伝子工学のツールとして科学者によって広く研究されている。天然痘は予防接種によって広く予防された最初の病気であり、それは18世紀のイングランドの医師・科学者エドワード・ジェンナーによる牛痘ウイルスを利用した先駆的業績に負うとところが大きい。ワクシニアウイルスは天然痘を根絶したワクチンの有効成分であり、このワクチンによって天然痘は初めて根絶されたヒトの病気となった。この取り組みは世界保健機関の天然痘根絶プログラム（The Smallpox Eradication Programme）の下で遂行された。天然痘の根絶後も、遺伝子治療や遺伝子工学において生体組織へ遺伝子を運搬する道具として利用するため、また天然痘を利用したバイオテロの懸念のため、科学者はワクシニアウイルスの研究を行っている。

## 起源
ワクシニアウイルスは牛痘ウイルスときわめて近縁であり、この2つは歴史的にはしばしば同一のものと見なされていた。ワクシニアウイルスは何十年にもわたって研究室で繰り返し継代培養され、記録管理もなされていなかったために、正確な起源は不明である。最も一般的な説は、ワクシニアウイルス、牛痘ウイルス、天然痘ウイルスはすべて共通の祖先ウイルスに由来する、という考えである。また、ワクシニアウイルスはもともとウマから単離されたものであるという推測もあり、初期（1902年）の天然痘ワクチン試料のDNA分析によって、馬痘ウイルス（horsepox virus）と99.7%類似していることが示された。ワクシニアウイルス研究の第一人者であるデリック・バックスビーは、馬痘ウイルス由来を支持し、馬痘ウイルスに感染したウマのかかとの部分にできる炎症で脂肪の「馬のグリース」が由来だとした。馬のグリースに接触し感染した人に免疫ができていることを、実際に天然痘を接種し証明した。しかし、馬痘ウイルスがウマを自然宿主しているのか、ほかの動物からウマに感染したのかは未だに不明である。

## ウイルス学
ポックスウイルスは宿主細胞の核の外、細胞質でのみ複製を行うという点で、DNAウイルスの中でも独特である。そのため、ウイルスDNAの複製と遺伝子の転写に関与するさまざまな酵素とタンパク質をコードする巨大なゲノムが必要とされる。複製のサイクルにおいて、ワクシニアウイルスは外膜が異なる4つの感染型のウイルスを産生する。細胞内成熟ビリオン（intracellular mature virion、IMV）、細胞内エンベロープビリオン（intracellular enveloped virion、IEV）、細胞結合性エンベロープビリオン（cell-associated enveloped virion、CEV）、細胞外エンベロープビリオン（extracellular enveloped virion、EEV）の4種類である。いまだ論争はあるものの、IMVは単一のリポタンパク質の膜から構成され、CEVとEEVは2層、IEVは3層のエンベロープを持つという見方が一般的である。最も量の多い感染型はIMVで、宿主間の拡散を担っていると考えられている。一方、CEVは細胞間の拡散、EEVは宿主個体内の長距離の拡散に重要であると考えられている。

## 多重感染回復（多重感染再活性化）
ワクシニアウイルスでは多重感染回復（multiplicity reactivation、MR、多重感染再活性化とも）が起こることが知られている。
MRとは、致死的損傷を持つ複数のウイルスゲノムが感染細胞の中で相互作用し、その結果、生存可能なウイルスゲノムが形成されることである。Abelは、ニワトリ胚細胞へ1粒子のワクシニアウイルスを感染させたときにウイルスの子孫形成が起きなくなる量の紫外線を照射しても、このような不活化ウイルスが2つ以上感染しているときには生存可能な子孫ウイルスが産生される、つまりMRが起こっていることを発見した。KimとSharpは、ワクシニアウイルスのMRが、紫外線照射、ナイトロジェンマスタード、X線またはガンマ線による処理後にも起こることを示した。
Michodらは、さまざまなウイルスにおけるMRの多数の例について再検討を行い、MRはウイルスにおける性的相互作用の一般的な形式であり、ゲノム損傷の組換え修復という利点をもたらす、と示唆した。

## 宿主抵抗性
ワクシニアウイルスは、ウイルスにインターフェロン抵抗性を与えるいくつかのタンパク質をコードする遺伝子を持っている。
- K3Lは、翻訳開始因子eIF2αに相同性を持つタンパク質である。K3Lタンパク質は、インターフェロンの活性化因子であるPKRの活性化を阻害する[15]。
- E3Lは、ワクシニアウイルスよってコードされている別のタンパク質で、二本鎖RNAに結合することでPKRの活性化を阻害する[15]。

## ワクチンとしての利用

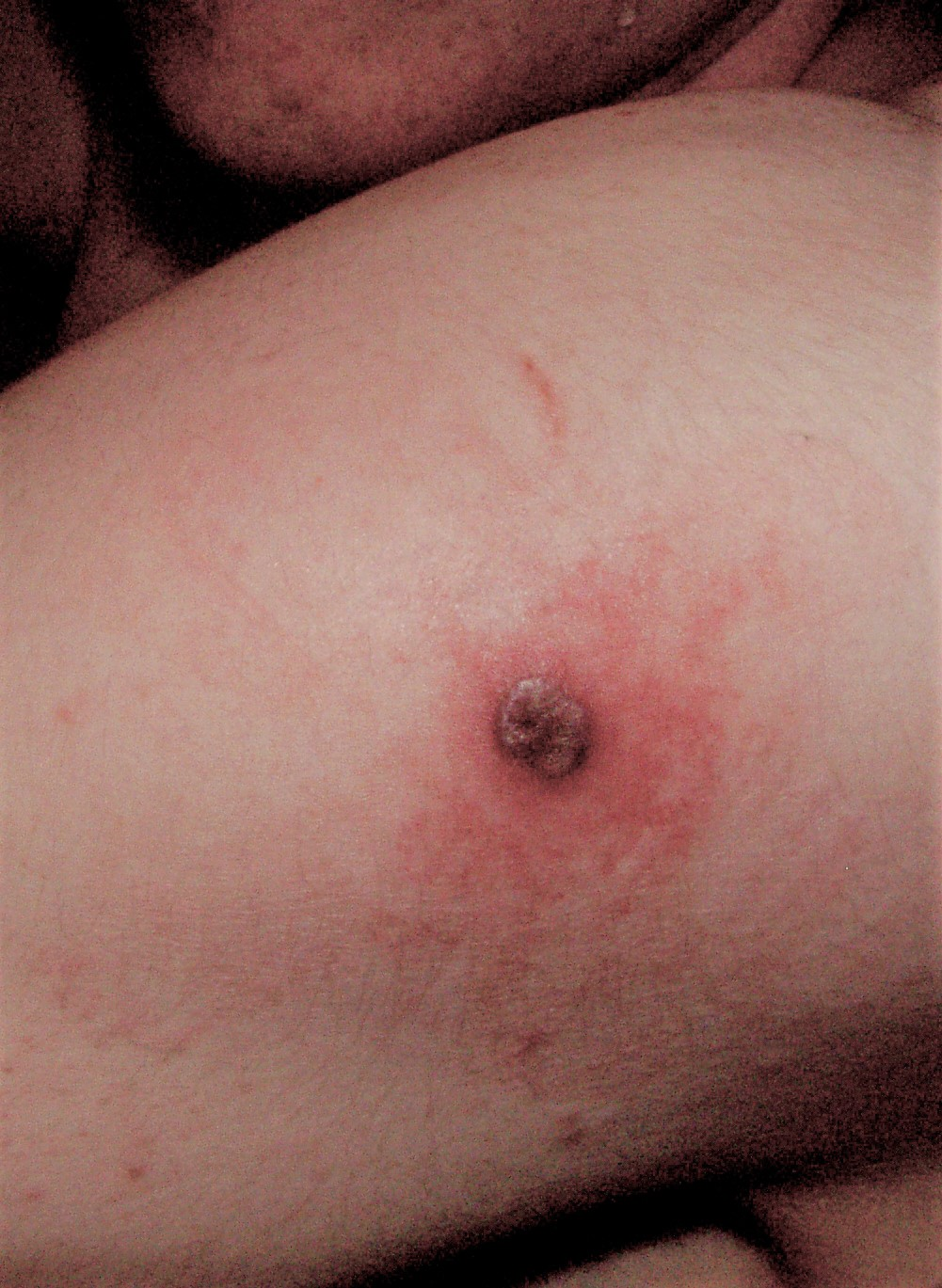
ワクシニアウイルスの注射部位、数日後。

ワクシニアウイルスによる感染は極めて軽度であり、一般的には健康な個体では症状は出ないが、軽度の発疹と発熱が起こる可能性がある。ワクシニアウイルスに対する免疫応答が、致死的な天然痘感染からその人物を保護する。そのため、ワクシニアウイルスは天然痘に対する生ワクチンとして現在でも利用されている。予防したいウイルスの弱毒化株を用いるワクチンとは異なり、ワクシニアウイルスワクチンは天然痘ウイルスを含まないため、天然痘を引き起こすことはない。しかしながら、時として特定の合併症またはワクチンの悪影響が出現することがある。このような事象が起こる可能性は、免疫抑制状態の人物では有意に上昇する。予防接種によって、約100万人に1人程度、致命的な反応が生じる。
現在ワクチンは、天然痘ウイルスに感染するリスクの高い医療従事者・研究者とアメリカ軍の軍人に対してのみ投与されている。天然痘を用いたバイオテロの脅威のため、将来再びワクチンが広く投与されるようになる可能性がある。そのため、バイオテロの発生時により安全・迅速に配備可能な、新たな天然痘ワクチンの開発が科学者によって行われている。
2007年9月1日にアメリカ食品医薬品局は、必要時に迅速に製造可能な、天然痘に対する新たなワクチンACAM2000を認可した。サノフィパスツールによって製造が行われ、アメリカ疾病予防管理センターは1億9250万投与量分の備蓄を行った。また、ワクシニアウイルスの改変株Modified vaccinia Ankaraに基づいた新たな天然痘ワクチンImvanexが2013年に欧州医薬品庁によって承認された。
ワクシニアウイルスは、宿主内で外来遺伝子を発現させて免疫応答を引き起こす、組換えウイルスワクチンとしても利用されている。他のポックスウイルスも組換え生ワクチンとして利用されている。

### 合併症の分類
ワクシニアウイルスは非常に弱毒化しており、自然に治癒する。しかし、免疫不全者、全身状態（ホメオスタシスの安定性）の悪い人は重症になることもある。このような者には初回のワクチン接種による合併症を伴わない体調悪化、掻破による他の部位への伝染、接種後の脳炎のほか、ワクシニアウイルス感染に伴う合併症が起こることがあり、次のタイプに分類される:391。
- Generalized vaccinia (全身性種痘疹、全身性ワクチニア)
- Eczema vaccinatum (種痘性湿疹、ワクチニア湿疹)
- Progressive vaccinia (Vaccinia gangrenosum, Vaccinia necrosum) (進行性種痘疹、進行性ワクチニア)
- Roseola vaccinia  (ワクシニア-バラ疹)

### 湿疹病歴者の症例
2007年3月に、アメリカ・インディアナ州の少年とその母親は、父親から伝染したワクシニアウイルスによって致命的な症状を発症した。アメリカ軍は2002年に天然痘の予防接種を再開しており、海外配備前の予防接種を受けた陸軍軍人が配備が遅れたために自宅へと戻った。そしてワクシニア感染症の危険因子として知られている重度の湿疹（皮膚炎）をもつ2歳の息子と、ハグやレスリングごっこや入浴や添い寝を行った。その後少年の体の80%以上に特徴的な発疹が現れ、地元の病院で重症と診断されシカゴの医療機関へと移される。その後、母親にも感染が確認された。少年には免疫グロブリン療法、シドフォビル、そして、SIGAテクノロジーズによって開発され、当時はまだ実験的薬剤であったテコビリマットによる治療が行われた。2007年4月19日に、少年は皮膚の痕の可能性を除き、後遺症もなく退院した。
2010年アメリカ疾病予防管理センターは、小児期に湿疹の病歴があったが、成人後は発症していなかったワシントン州の女性が、ボーイフレンドの手による膣接触（digital vaginal contact）とコンドーム無しで膣を用いた性的接触（unprotected sexual intercourse）の後、ワクシニアウイルスに感染したと報告した。ボーイフレンドは軍人で、天然痘の予防接種を受けたばかりであった。またセンターは、予防接種を受けた軍人との性的接触後のワクシニアへの感染について、過去12ヶ月間の4つの類似した症例を認識していることを示した。さらに、湿疹の病歴のある患者の症例は2012年にも発生した。

## 歴史
天然痘のためのワクチンとしてもともと用いられていたもの、そして予防接種のアイデアの源となったものは、1798年にエドワード・ジェンナーによって記載された牛痘である。牛痘に対して用いられたラテン語の用語 Variolae vaccinae はジェンナー自らが「牛の天然痘」を翻訳した語であり、vaccination（予防接種、ワクチン接種）の語にその名を残している。そして、天然痘の予防接種に用いられているウイルスが (今では) 牛痘ウイルスと同一のものではないことが判明し、天然痘ワクチン中のウイルスに対してワクシニア（Vaccinia）という名前が用いられた。冷蔵輸送法が発明される以前は、ワクチンのpotencyとefficacyは信頼性に欠けるものであった。ワクチンは熱や日光によって不活化されるため、羽根ペンの先で試料を乾燥させて必要な国へ運ぶ、という方法ではワクチンはしばしば不活性なものとなった。用いられた他の方法は、「腕から腕へ」という方法である。この方法は、ある人に接種を行い、感染性の膿疱が形成され次第それを他の人へ接種する、という過程を繰り返すものである。この方法は生体を利用したワクチンの輸送であり、その運搬人としては多くの場合に孤児が選ばれた。しかしこの方法は、肝炎や梅毒といった他の血液感染症を拡散する可能性があるという問題があった。1861年には、イタリアの小児41人がこの方法による接種の後に梅毒に感染した。
1913年、E. Steinhardt、C. Israeli、R. A. Lambertはブタの角膜片の培養組織を用いてワクシニアウイルスを生育した。1939年、Allan Watt Downieは、20世紀に用いられている天然痘ワクチンと牛痘ウイルスは同一のものではないが、免疫学的に関連したものであることを示した。

## 関連文献
- “Poxvirus genomes: a phylogenetic analysis”. J Gen Virol 85 (1):  105–17. (January 2004). doi:10.1099/vir.0.19565-0. PMID 14718625.
- Centers for Disease Control and Prevention (CDC) (2007). “Vulvar vaccinia infection after sexual contact with a military smallpox vaccinee—Alaska, 2006”. MMWR Morb. Mortal. Wkly. Rep. 56 (17):  417–9. PMID 17476203.
- Al Ali, S; Baldanta, S; Fernández-Escobar, M; Guerra, S (2016). “Use of Reporter Genes in the Generation of Vaccinia Virus-Derived Vectors”. Viruses 8 (5):  134. doi:10.3390/v8050134. PMC 4885089. PMID 27213433.
- Rubins, K. H.; Hensley, L. E.; Bell, G. W.; Wang, C; Lefkowitz, E. J.; Brown, P. O.; Relman, D. A. (2008). “Comparative analysis of viral gene expression programs during poxvirus infection: A transcriptional map of the vaccinia and monkeypox genomes”. PLoS ONE 3 (7):  e2628. Bibcode: 2008PLoSO...3.2628R. doi:10.1371/journal.pone.0002628. PMC 2440811. PMID 18612436.

- “Vaccinia virus, complete genome”.   National Center for Biotechnology Information. 2007年7月25日閲覧。
- “The Vaccinia Virion: 3D Tour”. 2007年7月26日閲覧。
- “Smallpox”. Emergency Preparedness & Response.  Centers for Disease Control and Prevention. 2007年8月13日時点のオリジナルよりアーカイブ。2007年7月26日閲覧。